# Drepanosticta bicornuta
Drepanosticta bicornuta är en trollsländeart som först beskrevs av Selys 1878.  Drepanosticta bicornuta ingår i släktet Drepanosticta och familjen Platystictidae. Inga underarter finns listade i Catalogue of Life.